# Puig d'Eugassa
El Puig d'Eugassa és una muntanya de 1.015 metres que es troba entre els municipis de Sant Pere de Torelló i de l'Esquirol, a la comarca d'Osona.